# Le Peuple migrateur
Le Peuple Migrateur (BR: Migração Alada; PT: Aves Migratórias) é um filme francês de 2001, do gênero documentário.
Dirigido por Jacques Perrin (o mesmo diretor de Microcosmos), Jacques Cluzaud e Michel Debats, o filme foi distribuído pela Sony Pictures Entertainment e teve seu lançamento na França em 12 de dezembro de 2001.
O documentário registra a migração de aves em 40 países em todos os continentes. Para registrar as aves em voo, foram utilizados um avião monomotor, planadores, para-quedas, helicópteros e balões.

## Locações
A lista abaixo contém as locações utilizadas na filmagem de Migração Alada, bem como as aves encontradas e a época das filmagens.
| Locação                                                   | Aves | Período                           |
| --------------------------------------------------------- | --- | --------------------------------- |
| Ilha Skrudur                                              | papagaios-do-mar, alcas e gansos-patola | julho de 1998                     |
| Bretanha                                                  | gansos-de-faces-brancas | fevereiro de 1999                 |
| Hokkaido                                                  | grous-da-manchúria e cisnes-bravo | fevereiro de 1999                 |
| Nebraska                                                  | grous-canadenses | março de 1999                     |
| Idaho                                                     | tetrazes | abril de 1999                     |
| Oregon                                                    | mergulhões e pelicanos | abril de 1999                     |
| Cooper Landing                                            | pernaltas | maio de 1999                      |
| Boisroger                                                 | patos e gansos | julho de 1999                     |
| Kosovo                                                    | voo sobre ruínas | julho de 1999                     |
| Mar Frísio                                                | pernaltas | agosto/setembro de 1999           |
| Islândia                                                  | gansos-de-faces-brancas | setembro de 1999                  |
| Nova Iorque                                               | gansos-do-canadá e gansos-das-neves | outubro de 1999 e outubro de 2000 |
| Alsácia                                                   | cegonhas-brancas | outubro de 1999                   |
| Parque Nacional do Banco de Arguim                        | pernaltas | novembro de 1999                  |
| Brière                                                    | gansos-bravo | novembro de 1999                  |
| Rio Chilkat                                               | águias-de-cabeça-branca | novembro de 1999                  |
| Ilhas Crozet                                              | albatrozes e pinguins | janeiro/março de 2000             |
| Bretanha                                                  | gansos-de-faces-brancas | fevereiro/março de 2000           |
| Camargue e Península do Cotentin                          | voo de anatídeos e estorninhos | fevereiro de 2000                 |
| Santuário Nacional de Aves de Djoudj                      | pelicanos, garças, cararás e jacanas | fevereiro de 2000                 |
| Kolimbiné                                                 | rolas-comuns | março de 2000                     |
| Lago Powell                                               | gansos-do-canadá | março de 2000                     |
| Aubrac                                                    | grous-comuns | março/abril de 2000               |
| Lago Bogoria                                              | flamingos, águias, secretários e calaus | março de 2000                     |
| Galiza                                                    | abetardas-comuns | abril de 2000                     |
| Bretanha                                                  | cisnes-de-pescoço-preto | abril de 2000                     |
| Sologne                                                   | mergulhões-de-crista e mergulhões-de-pescoço-preto                                                                                             | abril/maio de 2000                |
| Quebec                                                    | gansos-das-neves | maio de 2000                      |
| Normandia                                                 | grous e cegonhas | junho de 2000                     |
| Aubrac                                                    | grous e cegonhas | junho de 2000                     |
| Sologne                                                   | piscos-de-peito-ruivo | junho/julho de 2000               |
| Ilha de Bylot                                             | corujas-das-neves, grous-canadenses, gansos-das-neves e pernaltas                                                                              | junho/julho de 2000               |
| Jökulsárlón e Ilha Skrudur                                | moleiros-grande, andorinhas-do-mar-árcticas, cisnes, mobelhas-grandes, êideres-edredões, papagaios-do-mar, alcas, gansos-patola e gansos-bravo | junho/julho de 2000               |
| Disko Bay                                                 | geleiras: icebergs desmoronando | julho de 2000                     |
| Estreito de Cook                                          | albatroz no mar | agosto de 2000                    |
| Santuário Nacional de Aves de Djoudj e Langue de Barbarie | pelicanos-brancos | setembro de 2000                  |
| Jura                                                      | piscos-de-peito-ruivo | 2000                              |
| Pirenéus                                                  | caça tradicional de pombos | outubro de 2000                   |
| Nepal                                                     | gansos-indianos | outubro de 2000                   |
| Bariloche e Torres del Paine                              | condores-dos-andes | novembro de 2000                  |
| Montanhas Adirondack                                      | gansos-das-neves e gansos-do-canadá | novembro de 2000/janeiro de 2001  |
| Santuário Nacional de Aves de Djoudj                      | pelicanos, garças, cararás e jacanas | dezembro de 2000                  |
| La Rochelle                                               | gansos-de-faces-brancas | dezembro de 2000                  |
| Grand Canyon                                              | águias-de-cabeça-branca | dezembro de 2000                  |
| Mancha                                                    | estorninhos | dezembro de 2000                  |
| Parque Nacional do Banco de Arguim                        | tiros de helicóptero | janeiro de 2001                   |
| Bharatpur                                                 | gansos-indianos, pelicanos e grous | janeiro de 2001                   |
| Ilhas Malvinas                                            | albatrozes e pinguins | janeiro de 2001                   |
| Estremadura                                               | cegonhas, pombos-torcazes e grous | janeiro de 2001                   |
| Amazônia                                                  | araras | janeiro/fevereiro de 2001         |
| Aveyron e Rodelle                                         | gansos-bravo | janeiro/fevereiro de 2001         |
| Ilha de Oleron                                            | grous-comuns | janeiro/fevereiro de 2001         |
| Ariège                                                    | cisnes-bravo e cegonhas-brancas | janeiro/fevereiro de 2001         |
| Líbia                                                     | cegonhas-brancas | março de 2001                     |
| Quênia                                                    | pelicanos-brancos | março de 2001                     |
| Vietname                                                  | cisnes-bravo e íbises | abril de 2001                     |
| Guiana Francesa                                           | araras | abril de 2001                     |
| Camargue                                                  | cisnes-bravo | junho de 2001                     |
| Ponte de Normandia                                        | gansos-bravo | junho de 2001                     |
| Montana                                                   | pardais | maio/junho de 2001                |

## Principais prêmios e indicações
Oscar 2003 (EUA)
- Indicado na categoria Melhor Documentário.

César 2002 (França)
- Venceu na categoria Melhor Edição.
- Indicado nas categorias Melhor Trilha Sonora e Melhor Filme de Estreia.

Prêmio Goya 2003 (Espanha)
- Indicado na categoria Melhor Documentário.

European Film Awards 2002 (Alemanha)
- Indicado na categoria Melhor Documentário